# Cuina econòmica

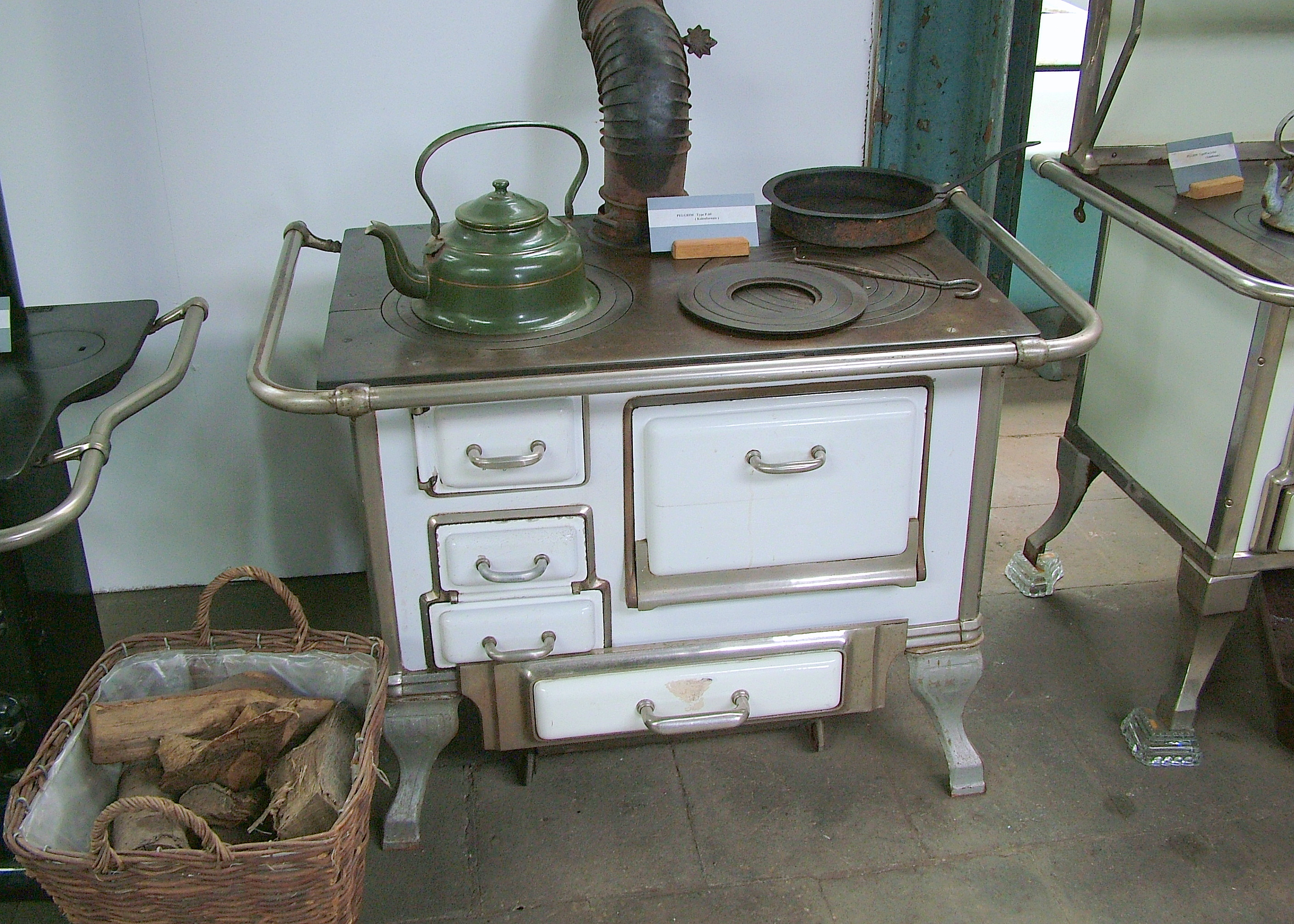
Cuina econòmica

Una cuina econòmica és una cuina que normalment utilitza carbó com a combustible, encara que de vegades també pot funcionar, a part del carbó, amb llenya o torba. Està feta completament de ferro amb refinaments, com ara, cremadors i forn i algunes tenen incorporat un dipòsit d'aigua calenta.

## Història

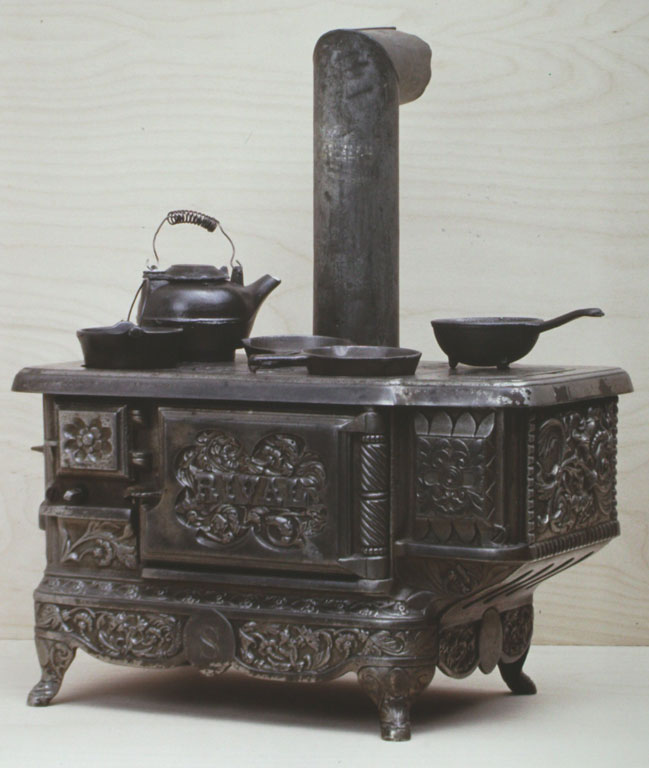
Mini-cuina econòmica

La cuina econòmica es va anar imposant a partir del 1820, tot i que a la majoria de les llars no va esdevenir habitual allotjar la cuina en una habitació separada fins al voltant del 1900, la cuina econòmica també es va posar de moda en aquesta època, perquè abans d'aquesta època es cuinava a foc obert o fogons. Les llars més benestants tenien, per descomptat, una cuina separada on treballava el servei. La cuina també escalfava l'habitació on estava, però òbviament no era gaire eficient, ja que el foc havia de cremar molt més del necessari per cuinar. A més a més, a l'estiu provocava una temperatura massa elevada dins la cuina.
Després de la Segona Guerra Mundial, tot i que les cuines econòmiques encara estaven de moda van començar a ser substituïdes a gran escala des dels anys 20 per les cuines de gas més higièniques i de fàcil funcionament, que inicialment tenien com a combustible gas ciutat. L'inventor britànic James Sharp va patentar la cuina de gas l'any 1826 i amb el temps el gas es va convertir en la font preferida de calor, ja que permetia que les cuines fossin més petites i lleugeres, i en la dècada de 1920, els forns de gas ja s'utilitzaven a la majoria de les cuines domèstiques.
A la dècada de 1930 també van aparèixer al mercat les primeres cuines elèctriques, existents des de finals del segle anterior.

## Funcionament

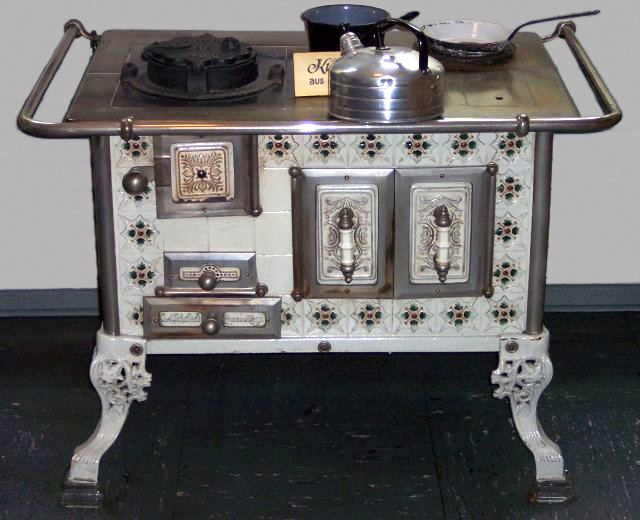
Cuina econòmica de carbó.

Normalment consta d'una superfície o planxa quadrada -sovint esmaltada- sobre potes, amb un fogó sota aquesta planxa i amb un forn al costat. El fogó tenia diverses portes una sota l'altra, una pel subministrament de combustible.una per recollir el cendra Té dos compartiments per a la combustió, un de superior per al combustible (braser) i un altre d'inferior on cau la cendra (cendrer).
A la part superior té un pla de treball amb la boca d'alimentació de combustible rodona, amb una sèrie d'anells de fosa concèntrics, que serveixen de tapadora dels forats de cocció, les dimensions dels quals es podien ajustar amb anelles de fogons a les de les olles o cassoles, traient un o més dels anells, segons la grandària de l'atuell de cuina, també es pot obtenir foc viu per a certes preparacions que ho requereixen (especialment els fregits amb oli). La boca d'accés al cendrer i per a l'entrada de l'aire de combustió és a la part frontal i al costat la boca del forn. La planxa estava envoltada per una barana metàl·lica per evitar cremar-se la roba amb les superfícies calentes de la cuina. De vegades també contenia un dipòsit d'aigua calenta.
El conjunt es completa amb una fumera que evacua el fum cap a l'exterior. A més de la regulació de l'entrada d'aire a la boca del cendrer, de vegades hi ha una altra regulació a la sortida del fum mitjançant una planxa metàl·lica, perpendicular a l'eix del conducte, que llisca per unes guies i tanca la secció de la fumera, en part o gairebé tota, a voluntat.
En alguns models, dins de l'espai per al combustible (braser) hi ha un escalfador d'aigua que s'emmagatzema en un dipòsit exterior i que permet disposar d'aigua calenta per a usos sanitaris; aquesta aigua circula per tir tèrmic. En altres casos l'intercanviador es fa servir per alimentar una xarxa de radiadors i escalfar la casa o l'habitatge, però aquest últim sistema no és gaire satisfactori perquè en dies freds redueix notablement el rendiment de la cuina.